# Бах на Дунаву
Бах ан дер Донау (њем. Bach an der Donau) општина је у њемачкој савезној држави Баварска. Једно је од 41 општинског средишта округа Регенсбург. Према процјени из 2010. у општини је живјело 1.824 становника. Посједује регионалну шифру (AGS) 9375116.

## Географски и демографски подаци
Бах ан дер Донау се налази у савезној држави Баварска у округу Регенсбург. Општина се налази на надморској висини од 334 метра. Површина општине износи 14,8 km². У самом мјесту је, према процјени из 2010. године, живјело 1.824 становника. Просјечна густина становништва износи 123 становника/km².